# Copa danesa de futbol
La Copa danesa de futbol (en danès: Landspokalturneringen) és una competició per eliminatòries danesa de futbol. Es disputa des de l'any 1955. Actualment és patrocinada per Ekstra Bladet i rep la denominació d'Ekstra Bladet Cup. Antigues denominacions comercials foren: 
- 1990-1996: Copa Giro
- 1997-1999: Copa Compaq
- 2000-2004: Copa DONG
- 2009-2011: Copa Ekstra Bladet
- 2012-2018: Copa DBU
- 2019-2022: Copa Sydbank
- 2024: Copa Oddset

El campió es classifica per la Copa de la UEFA.
Anteriorment es disputà la Copa de Copenhaguen de futbol.

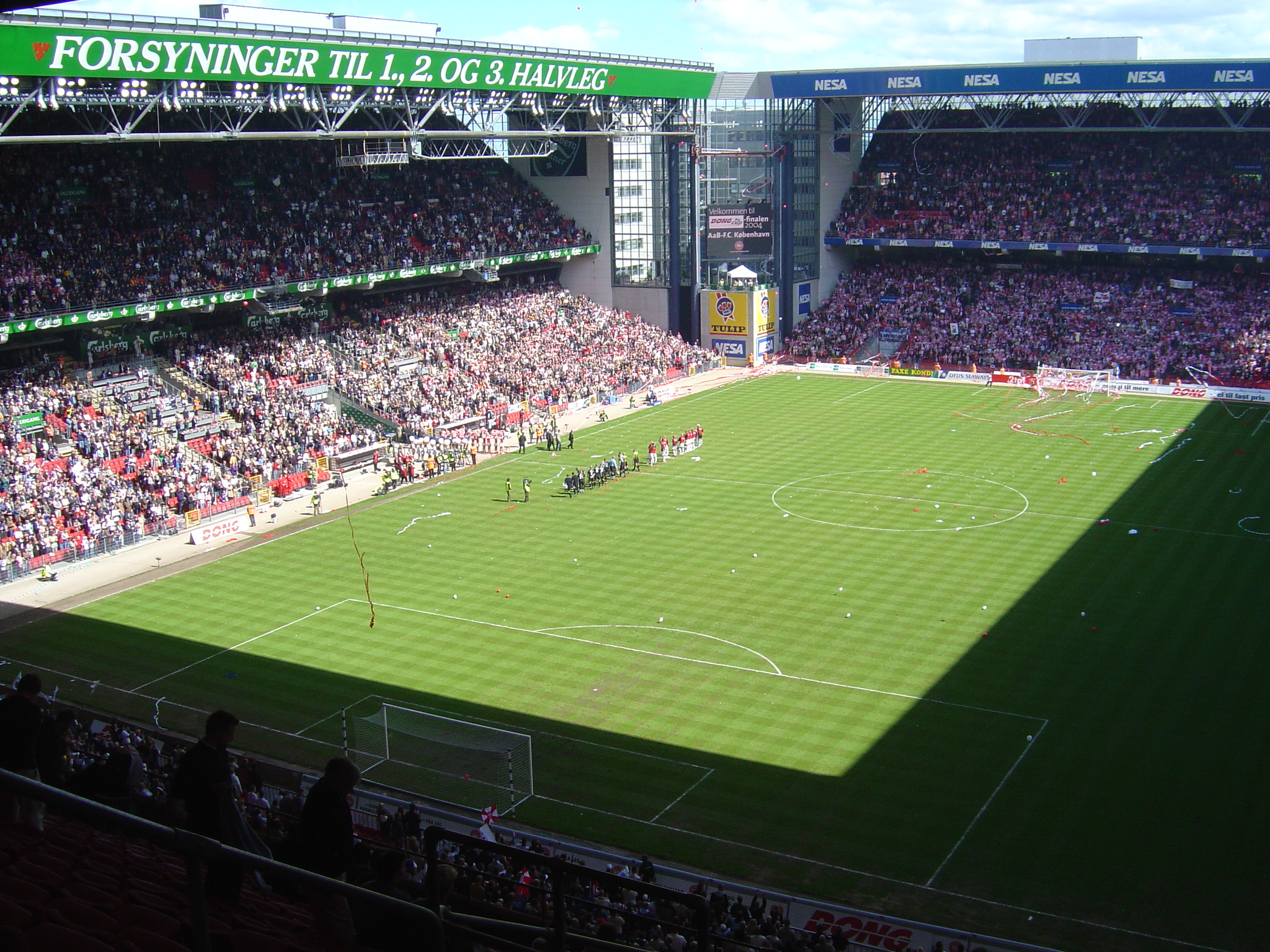
F.C. Copenhagen i AaB Aalborg el 2004.

## Historial
Font:
| 1954-55               | AGF Århus (1)          | 4-0                       | Aalborg Chang      | Idrætsparken      |
| 1955-56               | Frem Copenhaguen (1)   | 1-0                       | AB Copenhaguen     | Idrætsparken      |
| 1956-57               | AGF Århus (2)          | 2-0                       | Esbjerg fB         | Idrætsparken      |
| 1957-58               | Vejle BK (1)           | 3-2                       | KB Copenhaguen     | Idrætsparken      |
| 1958-59               | Vejle BK (2)           | 1-1 (prò.)                | AGF Århus          | Idrætsparken      |
| 1958-59               | Vejle BK (2)           | 1-0 (rep.)                | AGF Århus          | Idrætsparken      |
| 1959-60               | AGF Århus (3)          | 2-0                       | Frem Sakskøbing    | Idrætsparken      |
| 1960-61               | AGF Århus (4)          | 2-0                       | KB Copenhaguen     | Idrætsparken      |
| 1961-62               | B 1909 Odense (1)      | 1-0                       | Esbjerg fB         | Idrætsparken      |
| 1962-63               | B 1913 Odense (1)      | 2-1                       | Køge BK            | Idrætsparken      |
| 1963-64               | Esbjerg fB (1)         | 2-1                       | Odense KFUM        | Idrætsparken      |
| 1964-65               | AGF Århus (5)          | 1-0                       | KB Copenhaguen     | Idrætsparken      |
| 1965-66               | AaB Aalborg (1)        | 3-1 (prò.)                | KB Copenhaguen     | Idrætsparken      |
| 1966-67               | Randers Freja (1)      | 1-0                       | AaB Aalborg        | Idrætsparken      |
| 1967-68               | Randers Freja (2)      | 3-1                       | Vejle BK           | Idrætsparken      |
| 1968-69               | KB Copenhaguen (1)     | 3-0                       | Frem Copenhaguen   | Idrætsparken      |
| 1969-70               | AaB Aalborg (2)        | 2-1                       | Lyngby BK          | Idrætsparken      |
| 1970-71               | B 1909 Odense (2)      | 1-0                       | Frem Copenhaguen   | Idrætsparken      |
| 1971-72               | Vejle BK (3)           | 2-0                       | Fremad Amager      | Idrætsparken      |
| 1972-73               | Randers Freja (3)      | 2-0                       | B 1901 Nykøbing    | Idrætsparken      |
| 1973-74               | Vanløse IF (1)         | 5-2                       | OB Odense          | Idrætsparken      |
| 1974-75               | Vejle BK (4)           | 1-0                       | Holbæk B&I         | Idrætsparken      |
| 1975-76               | Esbjerg fB (2)         | 2-1                       | Holbæk B&I         | Idrætsparken      |
| 1976-77               | Vejle BK (5)           | 2-1                       | B 1909 Odense      | Idrætsparken      |
| 1977-78               | Frem Copenhaguen (2)   | 1-1 (prò.)                | Esbjerg fB         | Idrætsparken      |
| 1977-78               | Frem Copenhaguen (2)   | 1-1 (prò.) (rep.)         | Esbjerg fB         | Idrætsparken      |
| 1977-78               | Frem Copenhaguen (2)   | 1-1 (prò.) (5-4 p) (rep.) | Esbjerg fB         | Idrætsparken      |
| 1978-79               | B 1903 Copenhaguen (1) | 1-0                       | Køge BK            | Idrætsparken      |
| 1979-80               | Hvidovre IF (1)        | 5-3                       | Lyngby BK          | Idrætsparken      |
| 1980-81               | Vejle BK (6)           | 2-1                       | Frem Copenhaguen   | Idrætsparken      |
| 1981-82               | B 93 Copenhaguen (1)   | 3-3 (prò.)                | B 1903 Copenhaguen | Idrætsparken      |
| 1981-82               | B 93 Copenhaguen (1)   | 1-0 (rep.)                | B 1903 Copenhaguen | Idrætsparken      |
| 1982-83               | OB Odense (1)          | 3-0                       | B 1901 Nykøbing    | Idrætsparken      |
| 1983-84               | Lyngby BK (1)          | 2-1                       | KB Copenhaguen     | Idrætsparken      |
| 1984-85               | Lyngby BK (2)          | 3-2                       | Esbjerg fB         | Idrætsparken      |
| 1985-86               | B 1903 Copenhaguen (2) | 2-1                       | Ikast fS           | Idrætsparken      |
| 1986-87               | AGF Århus (6)          | 3-0                       | AaB Aalborg        | Idrætsparken      |
| 1987-88               | AGF Århus (7)          | 2-1 (prò.)                | Brøndby IF         | Idrætsparken      |
| 1988-89               | Brøndby IF (1)         | 6-3 (prò.)                | Ikast fS           | Idrætsparken      |
| Giro Pokalen          |                        |                           |                    |                   |
| 1989-90               | Lyngby BK (3)          | 0-0 (prò.)                | AGF Århus          | Idrætsparken      |
| 1989-90               | Lyngby BK (3)          | 6-1 (rep.)                | AGF Århus          | Idrætsparken      |
| 1990-91               | OB Odense (2)          | 0-0 (prò.)                | AaB Aalborg        | Odense Stadion    |
| 1990-91               | OB Odense (2)          | 0-0 (prò.) (4-3 p) (rep.) | AaB Aalborg        | Odense Stadion    |
| 1991-92               | AGF Århus (8)          | 3-0                       | B 1903 Copenhaguen | Aarhus Idrætspark |
| 1992-93               | OB Odense (3)          | 2-0                       | AaB Aalborg        | Parken            |
| 1993-94               | Brøndby IF (2)         | 0-0 (prò.) (3-1 p)        | Næstved IF         | Parken            |
| 1994-95               | FC Copenhaguen (1)     | 5-0                       | AB Copenhaguen     | Parken            |
| 1995-96               | AGF Århus (9)          | 2-0                       | Brøndby IF         | Parken            |
| Compaq Pokalen        |                        |                           |                    |                   |
| 1996-97               | FC Copenhaguen (2)     | 2-0                       | Ikast fS           | Parken            |
| 1997-98               | Brøndby IF (3)         | 4-1                       | FC Copenhaguen     | Parken            |
| 1998-99               | AB Copenhaguen (1)     | 2-1                       | AaB Aalborg        | Parken            |
| DONG Pokalen          |                        |                           |                    |                   |
| 1999-00               | Viborg FF (1)          | 1-0                       | AaB Aalborg        | Parken            |
| 2000-01               | Silkeborg IF (1)       | 4-1                       | AB Copenhaguen     | Parken            |
| 2001-02               | OB Odense (4)          | 2-1                       | FC Copenhaguen     | Parken            |
| 2002-03               | Brøndby IF (4)         | 3-0                       | FC Midtjylland     | Parken            |
| 2003-04               | FC Copenhaguen (3)     | 1-0                       | AaB Aalborg        | Parken            |
| Landspokalturneringen |                        |                           |                    |                   |
| 2004-05               | Brøndby IF (5)         | 3-2 (prò.)                | FC Midtjylland     | Parken            |
| 2005-06               | Randers FC (1)         | 1-0 (prò.)                | Esbjerg fB         | Parken            |
| 2006-07               | OB Odense (5)          | 2-1                       | FC Copenhaguen     | Parken            |
| 2007-08               | Brøndby IF (6)         | 3-2                       | Esbjerg fB         | Parken            |
| Ekstra Bladet Pokalen |                        |                           |                    |                   |
| 2008-09               | FC Copenhaguen (4)     | 1-0                       | AaB Aalborg        | Parken            |
| 2009-10               | FC Nordsjælland (1)    | 2-0 (prò.)                | FC Midtjylland     | Parken            |
| 2010-11               | FC Nordsjælland (2)    | 3-2                       | FC Midtjylland     | Parken            |
| DBU Pokalen           |                        |                           |                    |                   |
| 2011-12               | FC Copenhaguen (5)     | 1-0                       | AC Horsens         | Parken            |
| 2012-13               | Esbjerg fB (3)         | 1-0                       | Randers FC         | Parken            |
| 2013-14               | AaB Aalborg (3)        | 4-2                       | FC Copenhaguen     | Parken            |
| 2014-15               | FC Copenhaguen (6)     | 3-2 (prò.)                | FC Vestsjælland    | Parken            |
| 2015-16               | FC Copenhaguen (7)     | 2-1                       | AGF Århus          | Parken            |
| 2016-17               | FC Copenhaguen (8)     | 3-1                       | Brøndby IF         | Parken            |
| 2017-18               | Brøndby IF (7)         | 3-1                       | Silkeborg IF       | Parken            |
| Sydbank Pokalen       |                        |                           |                    |                   |
| 2018-19               | FC Midtjylland (1)     | 1-1 (prò.) (4-3 p)        | Brøndby IF         | Parken            |
| 2019-20               | SønderjyskE (1)        | 2-0                       | AaB Aalborg        | Esbjerg Stadion   |
| 2020-21               | Randers FC (2)         | 4-0                       | SønderjyskE        | Aarhus Idrætspark |
| 2021-22               | FC Midtjylland (2)     | 0-0 (prò.) (4-3 p)        | OB Odense          | Brøndby Stadion   |
| Pokalen               |                        |                           |                    |                   |
| 2022-23               | FC Copenhaguen (9)     | 1-0                       | AaB Aalborg        | Parken            |
| Oddset Pokalen        |                        |                           |                    |                   |
| 2023-24               | Silkeborg IF (2)       | 1-0                       | AGF Århus          | Parken            |